# バンダイチャンネル
バンダイチャンネルは、株式会社バンダイナムコフィルムワークスが運営するインターネットを用いた映像配信（インターネットテレビ）事業を行う日本の動画配信サイト。
設立当初の運営会社はかつてバンダイナムコグループの一社であった株式会社バンダイナムコライツマーケティング（英: BANDAI NAMCO Rights Marketing Inc.）。2015年3月31日まではサイトと同名の株式会社バンダイチャンネル（英: BANDAI CHANNEL CO., LTD.）であった。

## 概要
2002年、バンダイIT推進室とサンライズにより設立。直営サイト「バンダイチャンネル」にて数多くの日本のテレビアニメ・OVA・特撮等を配信している。また、コンテンツプロバイダとしてGYAO!といった他インターネットテレビサイトやアクトビラなど、ビデオオンデマンドサービスへの供給を行っている。
設立当初は代表取締役にバンダイの松本悟が就任。バンダイIT推進室の松本健、志水毅、兼平友和とサンライズの宇田川幸勅、安蒜清一、滝澤貴憲を中心に運営。後にバンダイビジュアル、バンダイのスタッフが加わることとなった。当初はバンダイグループであるサンライズが所有する映像コンテンツを配信。やがてバンダイビジュアルが販売する映像コンテンツが追加された。後年に、それ以外の作品も取り扱うようになった。
2006年11月2日には、USENと共同で子供向け映像配信サイトである「バンダイチャンネルキッズ」を開設したが、2008年7月4日までにサービスを終了した。
2011年8月1日には、月額1,000円（税抜き）の有料会員になることで、指定された動画が見放題になるサービスが開始された。2014年8月3日現在、777作品・14,619話が見放題である。地上波で放送されているテレビアニメの一部も、最新話もしくは全話が視聴できる。
2013年3月27日にはファイルフォーマットをFLVからMP4へ、動画圧縮をOn2 VP6からH.264へ、音声圧縮をMP3からAACへそれぞれ変更し、最大解像度が360pから720pとなった。同年8月25日には、オリジナルWEBマガジンとして『＜月刊＞アニメのツボ』が創刊された。
パソコンの他、スマートフォンやタブレット、テレビやWii U、Apple TVでも視聴できる。
2018年12月1日にはサイトリニューアルを行い、FlashPlayerによる配信を停止、事前に導入・併用していたHTML5プレイヤーの単独で運用する。UIを全面的に改定。また、Amazon Fire TVに対応した。
2022年4月1日付のバンダイナムコグループの再編によりサンライズを存続会社として運営母体のバンダイナムコライツマーケティングとバンダイナムコアーツの映像事業を吸収分割で合併し、バンダイナムコグループの映像事業を統合したバンダイナムコフィルムワークスに移行した。

## 決済方法
見放題サービスの決済方法によって、自動継続か手動継続かを選択。
自動決済できる支払い方法
- クレジットカード
- Yahoo!ウォレット
- Biglobe決済
- @nifty決済
- OCNペイオン決済
- docomoケータイ払い決済
- auかんたん決済
- ソフトバンクまとめて支払い
- PayPal

自動決済できない支払い方法
- BitCash
- NET CASH
- WebMoney
- 楽天Edy、楽天Edyモバイル
- バナコイン（動画の個別購入時に購入額の5％を獲得できるが他の支払いと併用することができない。）

## 取り扱い会社、ブランド
一部を除き、50音順に記載。表記はサイト内のそれに倣う（カッコ内は社名と一致しないブランドの母体企業）。
- バンダイビジュアル、バンダイチャンネル[注釈 2]
- アニプレックス
- アニメジャン、東映アニメBBプレミアム（東映アニメーション）
- IMAGICA TV
- WIT STUDIO
- エイケン
- エイベックス・ピクチャーズ株式会社
- NBCユニバーサル・エンターテイメントジャパン
- KADOKAWA
- 銀河ネットワーク（ビックウエスト）
- キングレコード
- コミックス・ウェーブ・フィルム
- サテライト
- サンライズ[注釈 3]
- 小学館集英社プロダクション
- ショウゲート（博報堂DYミュージック&ピクチャーズ）
- GA文庫（SBクリエイティブ）
- 円谷プロダクション
- 手塚治虫アニメワールド（手塚プロダクション）
- DIRECTIONS
- 東京ムービーONLINE、ルパン三世THEATER（トムス・エンタテインメント）
- 株式会社 東北新社
- 徳間書店
- ドコモ・アニメストア
- 日テレオンデマンド（日本テレビ放送網）
- 日本アニメーション・シアター（日本アニメーション）
- フジテレビオンデマンド（フジテレビジョン）
- flyingDOG
- フリュー株式会社
- プロセンスタジオ株式会社
- Production I.G
- FRONTIER WORKS
- マッグガーデン
- マーベラス
- メディアファクトリー（KADOKAWA）[注釈 4]
- Lantis
- ytvオンデマンド（讀賣テレビ放送）
- ワーナー・ブラザース（ワーナー・ブラザース ホームエンターテイメント/ワーナー ブラザース ジャパン）

かつて存在したブランド
- アスキー・メディアワークス ※角川コンテンツゲート→ドコモ・アニメストア→KADOKAWAへ移管
- Ariola Japan ※該当作品『xxxHOLiC』および『xxxHOLiC◆継』がTBSアニメーション→バンダイチャンネルへ移管
- avex entertainment ※エイベックス・ピクチャーズへ移管後レーベル消滅
- 角川映画[注釈 5] ※ドコモ・アニメストア→KADOKAWAへ移管
- 角川コンテンツゲート ※ドコモ・アニメストア→KADOKAWAへ移管
- 角川書店 ※ドコモ・アニメストア→KADOKAWAへ移管
- スターチャイルド ※部署およびレーベル消滅に伴いキングレコードへ移管
- ちゃおちゃおTV（小学館集英社プロダクション） ※該当作品の配信終了に伴い消滅
- TBSアニメーション（TBSテレビ） ※バンダイチャンネルへ移管
- BROSTA TV ※コミックス・ウェーブ・フィルムへ移管
- プロダクションREED ※該当作品の配信終了に伴い消滅
- MADHOUSE ※別ブランド（主にバンダイチャンネル）へ移管[注釈 6]

## みんなでストリーム
みんなでストリームγ版（みんなでストリームガンマばん）は、株式会社バンダイチャンネルが運営する無料ライブ配信サービス。アニメ作品や情報番組が無料配信されている。配信画面にはTwitterのタイムラインが表示されていて、視聴者みんなで楽しめる形となっている。また、一部の作品はテレビ放送に追いつくように一挙配信されることがある。
2012年7月20日にバンダイナムコライブTVを統合し、配信枠が改編された。

## FAN SYSTEM
同社の運営するサービスの一つとして、スマートフォンアプリを活用したファンクラブシステム「FAN SYSTEM」がある。各アニメ・特撮作品に特化した動画配信の他、会員限定コンテンツなどを月額制で配信している。
- ガンダムファンクラブ
- 東映特撮ファンクラブ（東映、テレビ朝日と共同運営）
- JAM Project「MOTTO!MOTTO!App」（JAM Project公式ファンクラブアプリ）
- TOKYO03 COMPANY（プロダクション人力舎、バンダイナムコライブクリエイティブと共同運営。お笑いトリオ「東京03」公式ファンクラブアプリ）

## 備考
- 日本国外での視聴は不可能になっている[8][9]。ただし、プロバイダーやクラウドなどによっては日本国外でも可能[10]。